# Остання пісня Міфуне
Остання пісня Міфуне (дан. Mifunes sidste sang) — данський художній фільм у жанрі романтична комедія 1999 року.

## Синопсис
Крестен залишив ферму свого батька і знайшов роботу у Копенгагені. Він одружується з донькою директора великої компанії, попереду — блискуча кар'єра. Раптом батько вмирає. Крестен повертається додому. На фермі — повне запустіння. Він залишається доглядати за своїм божевільним братом Рюдом. Він дає у газеті оголошення про пошук гувернантки, яка допомогла б йому у цій справі. На оголошення відгукується Ліва — дівчина, що має займатися проституцією, щоб оплатити інтернат для молодшого брата, але яка має переховуватися від маніяка, що залишає їй телефонні повідомлення з погрозами.
Клер, дружина Крестена, переконана, що він походить з багатої сім'ї і отримав у спадщину дорогий маєток. Несподівано приїхавши до ферми, вона шокована тим, що бачить: напіврозвалений будинок, божевільний брат, молода гарна дівчина. Розгнівана, Клер залишає чоловіка. Її батько звільняє його. Крестен опиняється ні з чим.
Бйорка, дванадцятирічного брата Ліви, виганяють з інтернату. Ліва не має іншого виходу, як забрати його на ферму. На початку, хлопець глузує з Рюда і лає все навколо. Потім Бйорк і Рюд знаходять спільну мову.
Крестен та Ліва починають подобатися одне одному. Але коли Ліва дізнається, що «маніяк», через якого вона мала втікати з Копенгагену, — це невдалий жарт її брата, який залишав повідомлення «дорослим» голосом, вона втрачає віру у життя. Вони з братом викликають таксі, щоб покинути ферму, але низка несподіванок стає на заваді цьому рішенню. Зрештою, Крестен та Ліва усвідомлюють, що по справжньому кохають одне одного.

## Ролі
- Ібен Яйлє у ролі Ліви Псіландер
- Андерс В. Бертельсен у ролі Крестена
- Єспер Асхольт у ролі Рюда
- Еміль Тардінг у ролі Бйарке Псіландер
- Андерс Гов у ролі Гернера
- Софі Гробель у ролі Клер
- Папріка Стеен у ролі Пернілле
- Метте Братланн у ролі Ніни
- Сюзанна Сторм у ролі Ганне
- Елен Гілінгсе у ролі Лікке
- Сідсе Бабетт Кнудсен у ролі Біббі

## Нагороди
- Берлінський кінофестиваль 1999: 
  - Гран-прі журі «Срібний ведмідь» (Серен Краг-Якобсен)
  - Почесна відзнака (за гру молодої актриси Ібен Яйле)
  - Приз читачів «Berliner Morgenpost» (Серен Краг-Якобсен)
- Боділ 2000 за найкраща чоловіча роль другого плану (Єспер Асхольт)
- Фестиваль Роберт 2000: 
  - Найкраща другорядна чоловіча роль (Єспер Асхольт)
  - найкращий монтаж (Вальдіс Оскардоттір)
- нагорода AFI Fest
- Amanda Awards (Норвегія)
- нагорода за найкращий фільм Lübeck Nordic Film Days
- Приз глядацьких симпатій Норвезького міжнародного кінофестивалю

## Номінації
- Берлінський кінофестиваль 1999: «Золотий ведмідь»
- Європейський кіноприз 1999: 
  - Найкращий фільм (Брігітта Гальд та Мортен Кауфманн)
  - найкращий актор (Андерс В. Бертельсен)
  - найкраща акторка (Ібен Яйле)
- Camerimage 1999: 
  - Золота жаба (Ентоні Дод Мантл)
- Премія «Боділ» 2000: 
  - Найкращий фільм
  - найкращий актор (Андерс В. Бертельсен)
  - найкраща акторка (Ібен Яйле)
- Фестиваль Роберт 2000: 
  - Найкращий актор (Андерс В. Бертельсен)
  - найкраща акторка (Ібен Яйле)
  - найкраща операторська робота (Ентоні Дод Мантл)
  - найкращий сценарій (Андерс Томас Єнсен та Серен Краг Якобсен)
- найкращий звук (Мортен Дегнбол та Ганс Мюллер)
- Нагорода асоціації кінокритиків Лас-Вегаса за найкращий іноземний фільм